# Tawau (district)
Tawau is een district in de Maleisische deelstaat Sabah.
Het district telt 412.000 inwoners op een oppervlakte van 6100 km².